# 코파카바나 (2010년 영화)
코파카바나(프랑스어: Copacabana)는 2011년에 제작된 프랑스의 영화이다.

## 출연
- 이자벨 위페르(바부 역)
- 오레 아티카(라이디 역)
- 롤리타 샹마(에스메랄드 역)
- 유겐 델나트(바트 역) 등

## 줄거리
자유로운 삶을 원하는 엄마와 안정적인 삶을 원하는 딸 사이에 일어나는 갈등과 화해를 다룬 영화이다.